# I. e. 42. század
| Évezredek i.e. | 10. | 9. | 8. | 7. | 6. | 5. | 4. | 3. | 2. | 1. | Időszámítás kezdete | 1. | 2. | 3. | 4. | 5. | 6. | 7. | 8. | 9. | 10. | Évezredek i.sz. |

Az i. e. 42. század évei az i. e. 4200. évtől az i. e. 4101. évig tartanak. Az i. e. 43. századot követte és az i. e. 41. század következett utána.
Az i. e. 585. május 28-i napfogyatkozás előtti időpontok mindig bizonytalansággal terheltek, mert nem köthetők ilyen abszolút időponthoz. Ezt a korábbi évszámoknál mindig figyelembe kell venni.

## Események
- Létrehozzák az első településeket a Nílus folyó környékén.
- Az északi Jeges-tenger jégmentes (~i. e. 5000-4000).[1] a holocén éghajlati optimum idején.
- Kialakul a badari kultúra a Nílus mellett.

## Felfedezések, találmányok
- Ebből az évszázadból találtak egy kerámiaedényt az ókori Görögországban, amelyben bor nyomát találták meg.[2]